# Assemblea Nacional de Tanzània
L'Assemblea Nacional de Tanzània (suahili: Bunge la Tanzania) i el President de la República Unida formen el Parlament de Tanzània. Actualment és una assemblea unicameral de 393 membres.

## Història
L'Assemblea Nacional de Tanzània es va formar com el Consell Legislatiu de Tanzània continental - llavors conegut com a Tanganyika - en 1926. El Consell es va formar en virtut d'una llei promulgada pel Parlament Britànic anomenada "l'Ordre i el Consell del Consell Legislatiu de Tanganyika" (en anglès: Tanganyika Legislative Council Order and Council). La llei es va publicar en el butlletí oficial de Tanganika el 18 de juny de 1926. El Consell estava format per 20 membres quan es va formar el 7 de desembre de 1926 sota la presidència del Governador de Tanganika Donald Cameron.
El primer President va ser nomenat per a reemplaçar al Governador com a President del Consell en 1953. El càrrec de President va ser ocupat per primera vegada el dia 1 de novembre de 1953.
En 1958, el Consell va obtenir per primera vegada uns pocs representants elegits. Aquesta va ser la primera elecció permesa en la colònia. Dels tres partits polítics que van participar en les eleccions; la Unió Africana de Tanganika (TANU), el Partit Unit de Tanganyika (UTP) i el Congrés Nacional Africà (ANC), només TANU va guanyar en algunes circumscripcions, convertint-se així en el primer partit que va tenir membres electes en el Consell.
Les segones eleccions per obtenir "escons" en el Consell es van celebrar en 1960. Aquestes eleccions van ser part dels preparatius per fer de Tanganyika una nació independent. Es van suprimir tots els membres nomenats pel Governador i es va permetre al poble de Tanganyika triar a tots els membres del Consell.
En el mateix any, el nom del Consell va ser canviat a Assemblea Legislativa. Els canvis realitzats en aquest any eren constitucionalment necessaris per a permetre al President de Tanganyika donar el seu consentiment a totes les lleis aprovades en lloc de la Reina del Regne Unit.

## Mandat
El Parlament -l'Assemblea Nacional i el President de la República Unida- obté el seu mandat i funcions del Capítol 3 de la Constitució de la República Unida de Tanzània. La Constitució conté articles que concedeixen l'establiment, la composició i les funcions del Parlament.

## Funcions
El Parlament té poders per a tractar tant assumptes de la Unió com de fora de la Unió que no estan en l'àmbit del Govern de Zanzíbar. És responsable de discutir projectes de llei i d'aprovar lleis. També examina les accions del braç executiu del Govern.

## Composició

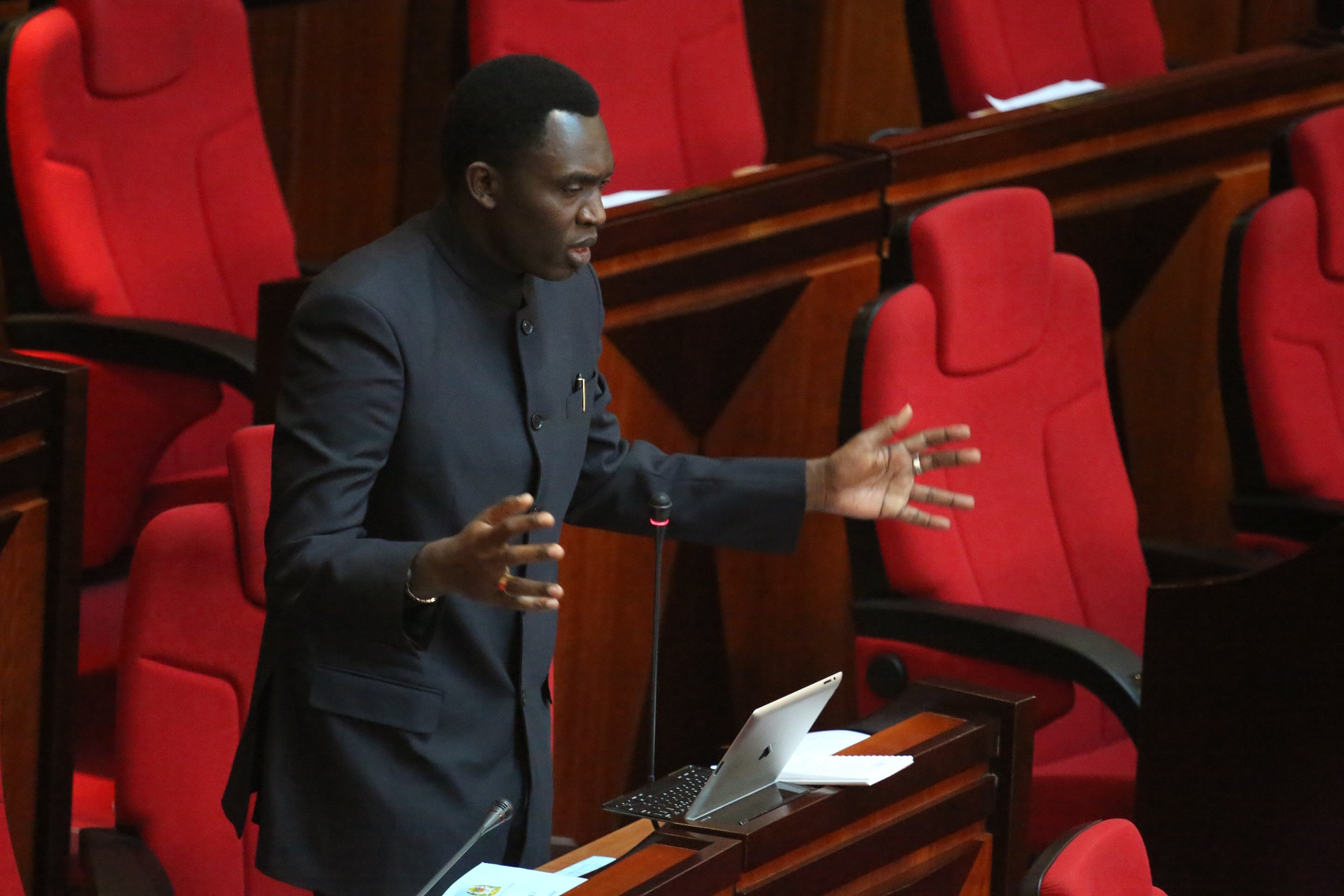
L'Honorable Kigwangalla dirigint-se al Parlament

En l'article 66 de la Constitució de Tanzània s'estableixen les següents categories de membres:
| Tipus                                       | No. De membres |
| ------------------------------------------- | -------------- |
| Elegit de les circumscripcions              | 264            |
| Seients especials reservats per a les dones | 113            |
| Cambra de Representants de Zanzíbar         | 5              |
| Fiscal General (membre ex officio)          | 1              |
| Nomenat pel President                       | 10             |
| Total                                       | 393            |